# Sima
- Sima je priimek v Sloveniji in tujini.

## Znani slovenski nosilci priimka
- Valentin Sima (*1953), zgodovinar

## Znani tuji nosilci priimka
- Hans Sima (1918—2006), avstrijski politik, koroški deželni glavar
- Horia Sima (1906—1993), romunski kolaboracionist
- Käte Sima (1944—2019), nemška političarka in pediatrinja
- Oskar Sima (1896—1969), avstrijski gledališki in filmski igralec
- Sima Qian (145—86 pr.n.št.), kitajski zgodovinar
- Ulrike Sima (*1968), avstrijska političarka